# Scarnafigi
Scarnafigi (piemontiul: Scarnafis) település Olaszországban, Piemont régióban, Cuneo megyében. Lakosainak száma 2106 fő (2023. január 1.). Scarnafigi Lagnasco, Monasterolo di Savigliano, Ruffia, Saluzzo, Savigliano, Torre San Giorgio és Villanova Solaro községekkel határos.

## Népesség
A település lakossága az elmúlt években az alábbi módon változott:
| Lakosok száma | 2158 | 2159 | 2106 |
|               | 2017 | 2018 | 2023 |